# Korbwechsler

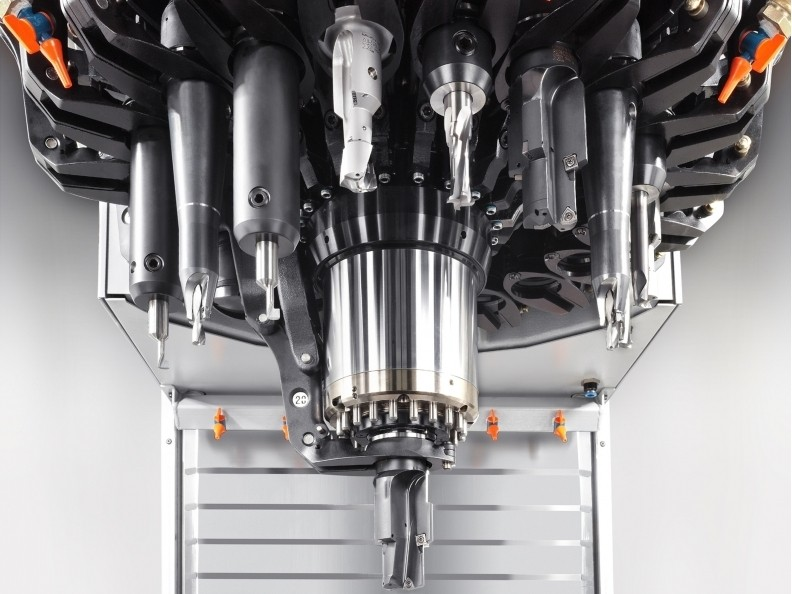
Korbwechsler Fa. Chiron

Der Korbwechsler ist der derzeit schnellste Werkzeugwechsler im Werkzeugmaschinenbau. 
Die pneumatischen angetriebenen Greifer ermöglichen eine Werkzeugwechselzeit von nur 0,5 Sekunden. 
Beim Werkzeugwechselvorgang selbst senkt sich der gesamte Korb um den Betrag des Ausrückhubs (für SK- und HSK-Werkzeuge unterschiedlich). Während der ausgefahrene Greifer in Endstellung zurückfährt, wechselt einer der eingefahrenen Greifer das Werkzeug in die Hauptspindel ein. Der Korb wird wieder durch pneumatische Zylinder angehoben und das Werkzeug in der Spindel verriegelt. 
Da der Bauraum durch die konzentrische Positionierung zum Spindelzentrum hin sehr begrenzt ist, bietet der Korbwechsler mit maximal 20 Werkzeugen im Vergleich zu anderen Werkzeugwechselsystemen relativ wenig Platz.
Da beim Korbwechsler ein Werkzeugwechselvorgang keinen Anfahrtsweg auf eine bestimmte Maschinenkoordinate bedingt, ermöglicht er dafür eine sehr kurze Span-zu-Span-Zeit, die im Idealfall nur wenige Zehntel-Sekunden zusätzlich zur Werkzeugwechselzeit beträgt.